# Millettia utilis
Millettia utilis är en ärtväxtart som beskrevs av Stephen Troyte Dunn. Millettia utilis ingår i släktet Millettia och familjen ärtväxter. Inga underarter finns listade i Catalogue of Life.